# Cibadak (Cikupa)
Cibadak is een bestuurslaag in het regentschap Tangerang van de provincie Banten, Indonesië. Cibadak telt 11.905 inwoners (volkstelling 2010).